# Достук (Баткенский район)
Достук — село в Баткенском районе Баткенской области Кыргызстана. Входит в состав Кара-Бакского айылного аймака.

## География
Село расположено в центральной части области, вблизи государственной границы с Таджикистаном, на правом берегу реки Исфары, на расстоянии приблизительно 16 километров (по прямой) к западу от города Баткена, административного центра области и района. Соседствует с таджикским селом Чорбог. Абсолютная высота — 948 метров над уровнем моря.

## История
В переводе с киргизского языка название села Достук означает «дружба». Поскольку село находится на киргизско-таджикской границе здесь базируется киргизская пограничная база. Достук неоднократно оказывался в эпицентре пограничных конфликтов между двумя центральноазиатскими государствами. В частности, населённый пункт пострадал от обстрелов в апреле 2021 года и сентябре 2022 года. Во время последнего противостояния Государственная пограничная служба Кыргызстана сообщала, что таджикские военные заняли школу в селе Достук.
После завершения боевых действий был разработан генеральный план села, а также проведён ремонт ряда жилых домов. Во время конфликта здание местной школы сгорело, и учебный год 2023 года пришлось начать в доме директора. До конфликта школу посещали 42 ребёнка, а после — только 21 ученик.
Также в селе ещё в 2020 году после капитального ремонта был введён в эксплуатацию детский сад. Работы были профинансированы за счёт корейской организации, предоставившей 24 тысячи долларов, местного бюджета — 276 тысяч сомов, а также за счёт средств местных жителей, которые собрали 26 тысяч сомов.
13 марта 2025 года между Кыргызстаном и Таджикистаном было подписано соглашение о демаркации границы, согласно которому село Достук будет передано Таджикистану. По словам главы ГКНБ Камчыбека Ташиева, Достук был самым отдалённым селом и не имел никакой стратегической или экономической ценности для Кыргызстана.
В обмен на передачу села Достук, Кыргызстан получит 91 гектар земли — что соответствует площади самого села, — а также дополнительные 30 гектаров в качестве компенсации за имеющуюся инфраструктуру. Власти Кыргызстана, получив согласие жителей села, приняли решение о переселении населения Достука на участок Чет-Булак, расположенного в селе Бужум Суу-Башынского айылного аймака и находящегося вблизи города Баткен. В рамках соглашения киргизские власти взяли на себя обязательство построить 71 дом, предоставив каждому владельцу участок площадью пять соток.

## Население
Согласно оценочным данным Национального статистического комитета Кыргызской Республики, численность населения села на начало 2024 года составляла 389 человек.
| год     | 2009 | 2014 | 2015 | 2020 | 2021 | 2023 | 2024 |
| ------- | ---- | ---- | ---- | ---- | ---- | ---- | ---- |
| человек | 328  | 391  | 398  | 431  | 406  | 385  | 389  |